# Nima Chehrazi
Nima Chehrazi (eller Nīmā Chihrāzī) är en persisk-svensk trubadur. Han skriver, komponerar, sjunger och spelar gitarr. Han är född i Iran men bor sedan 1992 i Stockholm.
Han har gett ut minst två CD samt uppträtt på Östhammars musikvecka 2009.

## Album
- Fasl-i payvand (1990-talet)[3]
- Baman bemoon : Iranian lyrics and music (2003)[4]
- Dodareh Bakhtiari

## Låtar
- Mandire Bahar (Bakhtiari)
- Tie kal (Bakhtiatri)
- Shahr-e Gomshodeh
- Darya
- Blomma Iran
- Just nu i Iran (2010)